# The Osmonds
The Osmonds er en søskendegruppe fra USA, som havde stor succes indenfor popmusikken i 1970'erne. Gruppen bestod af de fem brødre:
- Alan Osmond, født 22. juni 1949 i Ogden, Utah, USA
- Wayne Osmond, født 28. august 1951 i Ogden, Utah, USA
- Merrill Osmond, født 30. april 1953 i Ogden, Utah, USA
- Jay Osmond, født 2. marts 1955 i Ogden, Utah, USA
- Donny Osmond, født 9. december 1957 i Ogden, Utah, USA

foruden disse var der endnu to søskende, som indsang plader:
- Marie Osmond, født 13. oktober 1959 i Ogden, Utah, USA
- Jimmy Osmond, født 16. april 1963 i Canoga Park, Californien, USA